# Stylosanthes
Stylosanthes är ett släkte av ärtväxter. Stylosanthes ingår i familjen ärtväxter.

## Bildgalleri

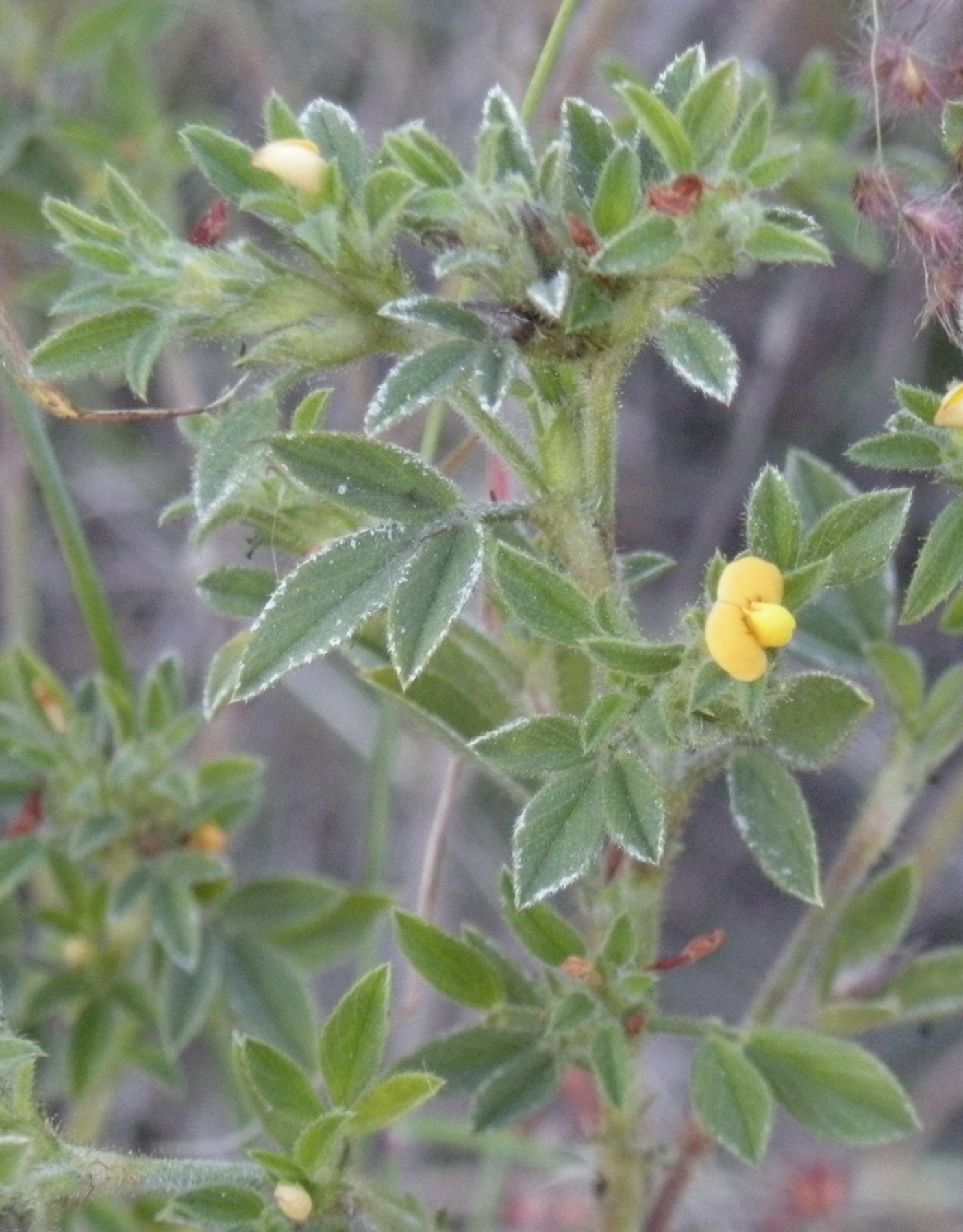
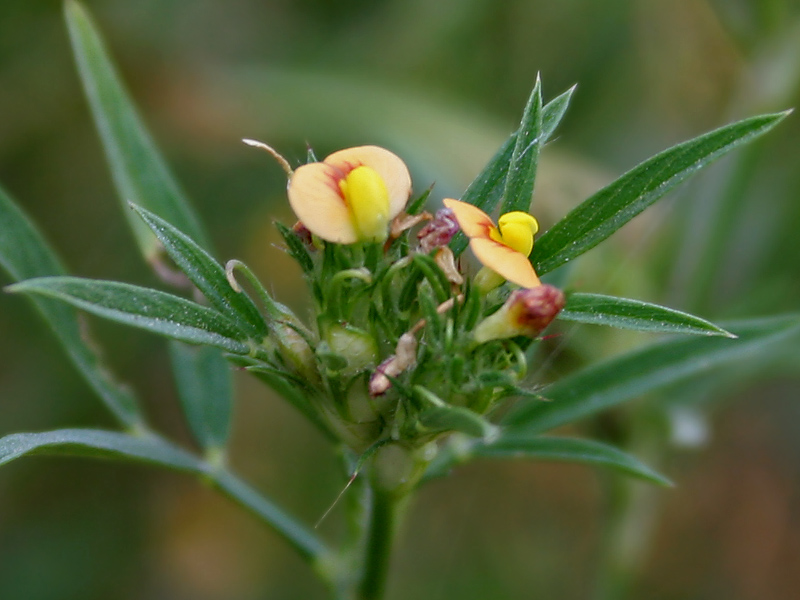
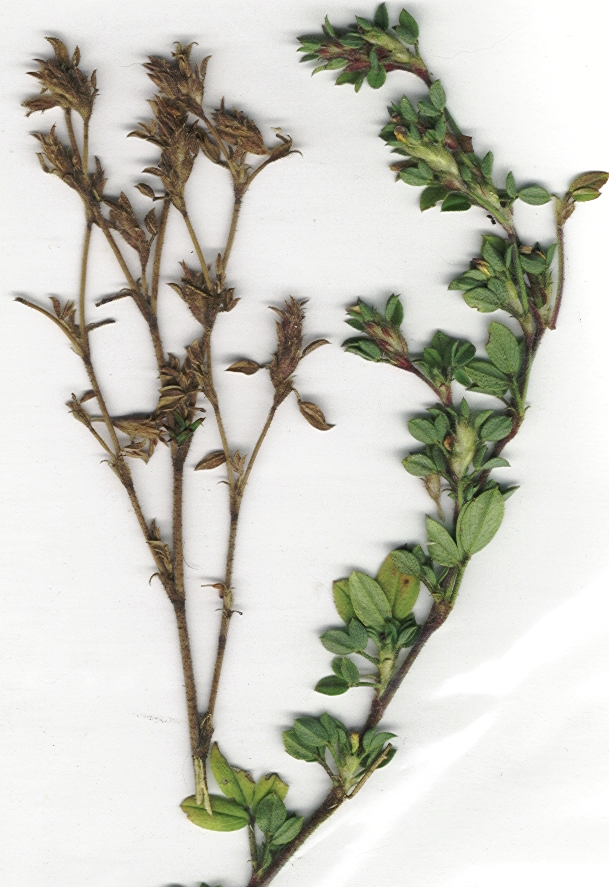

## Dottertaxa tillStylosanthes, i alfabetisk ordning[1]
- Stylosanthes acuminata
- Stylosanthes angustifolia
- Stylosanthes aurea
- Stylosanthes bahiensis
- Stylosanthes biflora
- Stylosanthes bracteata
- Stylosanthes calcicola
- Stylosanthes campestris
- Stylosanthes capitata
- Stylosanthes cayennensis
- Stylosanthes debilis
- Stylosanthes erecta
- Stylosanthes figueroae
- Stylosanthes fruticosa
- Stylosanthes grandifolia
- Stylosanthes guianensis
- Stylosanthes guineensis
- Stylosanthes hamata
- Stylosanthes hippocampoides
- Stylosanthes hispida
- Stylosanthes humilis
- Stylosanthes ingrata
- Stylosanthes leiocarpa
- Stylosanthes linearifolia
- Stylosanthes macrocarpa
- Stylosanthes macrocephala
- Stylosanthes macrosoma
- Stylosanthes mexicana
- Stylosanthes montevidensis
- Stylosanthes nervosa
- Stylosanthes pilosa
- Stylosanthes ruellioides
- Stylosanthes scabra
- Stylosanthes sericeiceps
- Stylosanthes suborbiculata
- Stylosanthes subsericea
- Stylosanthes suffruticosa
- Stylosanthes sympodialis
- Stylosanthes tomentosa
- Stylosanthes tuberculata
- Stylosanthes viscosa